# 방축도
방축도(防築島)는 전북특별자치도 군산시 옥도면 말도리에 위치한 섬으로, 고군산군도의 중앙에 있어 방파제와 같은 역할을 한다는 데서 방축도라는 이름이 유래했다고 전한다. 군산에서 대략 남서쪽으로 34km 지점에 있고 선유도에서는 1.7km 떨어져 있다. 면적은 2.16km2이고, 해안선 길이는 6.5km이다. 2010년 기준 인구는 168명이다.
북쪽은 고지대로서 높이 127m의 산인 방축큰산이 서있고, 남쪽의 구릉지는 비교적 저지대로서 어촌과 농경지가 분포해 있다. 군산항에서 방축도로 가는 정기여객선이 운항한다.

## 지질
방축도와 그 주변 횡경도, 명도 지역에는 신원생대에 형성된 퇴적암층 방축도층과 관입암 각섬암이 분포하고 있다.
- 신원생대 방축도층(NPrb; Neoproterozoic bangchuk lsland formation)은 방축도와 그 주변 말도, 보농도, 명도, 광대도, 소횡경도, 횡경도에 분포하는, 사암, 역암, 역질 사암, 이암 등으로 구성된 퇴적암층이다. 방축도층은 말도, 보농도, 명도 일대에서 신원생대의 각섬암(NPram)에 의해 관입되어 있다. 방축도층에 나타난 암상조합은 다양하다. 1) 사암 및 암회색 이암(또는 흑운모편암)의 호층, 2) 사암 및 담회색 이암의 호층, 3) 사암과 왕모래역암 호층, 4) 사암층만의 조합 등이다. 방축도층은 대개 남쪽으로 경사하며 남쪽 방향이 상향(上向) 방향임을 지시한다. 이에 따라 방축도, 횡경도 북쪽 지역은 하부에 해당되며 사암과 암회색 이암이 자주 관찰되는데 암회색 이암은 변성이 심하여 흑운모편암에 가깝다.[2]
  - 횡경도 북서부 해안가 노두에서는 사암층에 암회색 층이 협재되는 양상을 보이며 층간 스러스트가 발달하는 것이 자주 관찰된다.[2]
  - 방축도 북서부 지역의 노두에서는 사암이 우세하다가 상부로 갈수록 사암과 암회색 이암이 호층을 이루며 변화해가는 양상을 보여준다.[2]
  - 말도 남서부 해안 노두에서는 사암과 담회색 이암의 호층으로 구성된다. 이 노두 중앙부에 배사 습곡이 발달한다.[2]
- 신원생대 각섬암(NPram; Neoproterozoic hornblende)은 말도, 보농도, 명도 지역에 대략 동-서 방향으로 대상으로 분포하고 있으며 방축도층을 관입하고 있다. 말도 지역의 각섬암은 암회색 이암을 관입하고 있으며, 이암은 방축도층에 속한다. 암맥상으로 방축도층을 관입하고 있는 각섬암은 야외 노두에서 각섬석과 장석 등으로 구성되어 있으며 엽리의 발달이 미약하다. Song (2010)은 방축도 도폭의 각섬암이 변성화강암과 메타바사이트(meta-basite)로 구성되어 있다고 하였으며 지르콘의 SHRIMP 분석을 통해 마그마 결정화(結晶化) 연령을 891.6 Ma, 889.1 Ma, 908 Ma (약 9억 년 전)로 추산하였다.[2]